# کورونگالا
کورونگالا (به لاتین: Kurunegala Divisional Secretariat) یک منطقهٔ مسکونی در سری‌لانکا است که در ناحیه کورونیگالا واقع شده‌است. کورونگالا ۸۰٬۷۵۵ نفر جمعیت دارد.